# LGC Moncarapachense
Der Lusitano Ginásio Clube Moncarapachense ist ein portugiesischer Fußballverein aus dem südportugiesischen Moncarapacho.

## Geschichte und Hintergrund
LGC Moncarapachense wurde am 4. März 1953 gegründet und spielte zunächst nur im regionalen Distriktbereich. 1972 schaffte die Mannschaft mit dem Aufstieg in die Terceira Divisão den Sprung in den überregional administrierten Ligabereich, beendete aber die Spielzeit 1972/73 nach nur zwei Saisonsiegen mit neun Punkten als abgeschlagenes Staffelschlusslicht. Erst 2017 gelang die Rückkehr in die dritte Liga, in der Campeonato de Portugal belegte sie am Ende der Spielzeit 2017/18 erneut nur den letzten Platz. 2020 stieg der Klub erneut in die aufgrund der Auswirkungen der COVID-19-Pandemie in Portugal aufgeblähte Liga und blieb in der nach der Einführung der Liga 3 nunmehr vierthöchsten Spielklasse. In der Spielzeit 2021/22 gelang als Vizemeister hinter dem SC Olhanense die Qualifikation für die Aufstiegsrunde zur Liga 3, wo hinter GD Fontinhas als Tabellenzweiter der Sprung in die dritte Liga gelang. Dort verpasste die Mannschaft den Klassenerhalt und wurde 2024 ins viertklassige Campeonato de Portugal durchgereicht.